# Famille royale saoudienne
 (mai 2024).
La Maison des Saoud (Al Saoud ou Āl Saʿūd; en arabe : آل سعود), est l’actuelle dynastie royale qui règne sur l'Arabie saoudite. Elle tire son nom de Saoud ben Mohammed Al Mouqrin, un chef du Nedjd du XVIIIᵉ siècle.
L'Arabie saoudite est actuellement dirigée par le roi Salmane ben Abdelaziz Al Saoud depuis le 23 janvier 2015.
La dynastie commence à régner en 1744 sur l'émirat de Dariya, à la suite d’une alliance politico-religieuse entre Mohammed Ibn Saoud, fondateur de la dynastie, et le prédicateur réformiste Mohammed ben Abdelwahhab. Cette alliance donne naissance au premier État saoudien.
Malgré deux interruptions majeures (en 1818 et en 1891), la dynastie parvient à restaurer son autorité. En 1932, Abdelaziz Ibn Saoud fonde le royaume moderne d'Arabie saoudite, qu'il dirige en tant que monarque absolu jusqu'à sa mort en 1953.
Depuis lors, tous les souverains saoudiens sont issus de la Maison des Saoud.

## Généalogie
Issue du clan de Rabia, elle tient son nom de Saoud ben Mohammed Al Mouqrin, chef local de l'oasis de Dariya (ad-Dir°iyah) de 1720 à 1725, dont le fils Mohammed ben Saoud Al Mouqrin fonda le premier État saoudien en 1744.

## Accession au trône
La péninsule arabique est à cette époque très divisée : Dariya n'est qu'une modeste oasis, près de l'actuelle Riyad dans le Nejd, région centrale de l'Arabie, une des seules à échapper à l'emprise de l'empire ottoman et des chérifs de La Mecque.
La tribu des Banu Hanifa, tribu chrétienne implantée au Ve siècle dans le centre de l'Arabie et convertie à l'islam après avoir été vaincue en 634 par Ibn al-Walid, se retrouve au XVIIe siècle cantonnée à trois oasis dont Dariya.
Deux groupes de cette tribu, les Al Mouqrin et les Al Watban, émergent alors et se disputent le pouvoir. Les Al Watban l'emportent d'abord, mais en 1720, Saoud ben Mohammed Al Mouqrin expulse ses rivaux.
En 1727, son fils Mohammed ben Saoud Al Mouqrin renverse à son tour Zeid ben Morkhan Al Watban, qui est assassiné, deux ans seulement après avoir repris le pouvoir pour les Al Watban, en 1725.
En 1744, le pacte de Dariya entre Ibn Saoud (1710 – 1765) et Ibn Abdelwahhab est à l'origine du premier État saoudien[réf. nécessaire].

## Dynastie actuelle

Arbre généalogique des chefs du clan Āl Saud

Au sens strict, la dynastie saoudienne actuelle est constituée des descendants de Abdelaziz ben Abderrahmane Al Saoud dit Ibn Saoud (1880-1953), fondateur de l'État moderne du même nom, le royaume d'Arabie saoudite et qui en fut le roi de 1932 à 1953.
Il a eu trente-deux épouses qui lui donnèrent cinquante-trois fils et trente-six filles, et environ 500 petits-enfants[source insuffisante].

## Famille royale élargie
Au sens large, la famille royale saoudienne comprend tous les descendants de Saoud ben Mohammed Al Mouqrin, y compris les branches cadettes (non dynastes). Elle comporterait 20 000 princes et princesses de sang dont 4 000 princes de sang royal[source insuffisante].
Le nombre exact des membres de la famille royale est inconnu, étant un secret d'État. Seuls les descendants du roi Abdelaziz ont le titre d'« altesse royale », les membres des branches cadettes de la famille n'ont droit qu'à celui d'« altesse »[source insuffisante].

## Succession au trône
Après la mort d'Abdelaziz Al Saoud, la règle de succession au trône semblait être basée sur le fait qu'il avait choisi son fils aîné Saoud ben Abdelaziz Al Saoud pour lui succéder. Cependant, la règle de succession dynastique des tribus arabes prévoit la transmission du pouvoir aux frères puis aux demi-frères du roi, par rang d'âge, l'héritier est ensuite confirmé par le conseil de famille. L'inconvénient majeur de cette loi est de mettre en place une gérontocratie ce qui peut être un frein à l'évolution des structures du pays et à sa modernisation.
En 1992, le roi Fahd modifie la loi de succession pour ouvrir l'accès au trône à la génération des petits-fils d'Abdelaziz Al Saoud choisis par le Conseil d'allégeance institué en 2006 lors d'une réforme destinée à assurer une succession pacifique. Ce conseil comporte 35 membres de la famille royale et les principales branches sont représentées. L'inconvénient de cette réforme a été rapidement la mise en concurrence des divers clans issus des nombreuses épouses. La puissance des clans et des princes se mesure au nombre et à l'importance stratégique des postes qu'ils occupent. Parmi les plus puissants on peut citer les Soudayri et les Chammar. En 2004, la royauté peut être revendiquée par quelque 4 000 princes[réf. nécessaire].